# Vier door derden
"Vier door derden" is een hommage-album van De Kiekeboes, waarin vier verschillende verhalen zitten. Elk verhaal is gemaakt door andere artiesten, die elk zijn eigen draai aan De Kiekeboes geeft.
| Titel                             | Tekenaar       | Schrijver      | Inkleurder       |
| --------------------------------- | -------------- | -------------- | ---------------- |
| Tegen de stroom in                | Niet nu Laura  | Niet nu Laura  | Niet nu Laura    |
| Rymbout en de hoeven van Sleipnir | Luc Morjaeu    | Luc Morjaeu    | Luc Morjaeu      |
| Het besparingsplan                | Charel Cambre  | Marc Legendre  | Charel Cambre    |
| Pastis met water                  | Jan Bosschaert | Steve Van Bael | Mandy Van Passel |